# Санакулов, Закир Санакулович
Закир Санакулович Санакулов — советский хозяйственный, государственный и политический деятель.

## Биография
Родился в 1910 году в Джизаке. Член КПСС.
С 1932 года — на хозяйственной, общественной и политической работе. В 1932—1983 гг. — преподаватель биологии в школе Джизака, участник Великой Отечественной войны, первый секретарь Митанского райкома КП(б) Узбекистана, первый секретарь Джизакского райкома КП Узбекистана, участник освоения Голодной степи, директор совхоза «Пахтакор» Пахтакорского района Джизакской области.
Избирался депутатом Верховного Совета Узбекской ССР 3-4-го созывов.
Умер в Узбекистане в 1998 году.

## Награды и звания
- орден Ленина (16.01.1950[1] , 11.01.1957[2])
- орден Октябрьской Революции[3]
- орден Дружбы народов[3]
- орден «Знак Почёта»[3]

## Память
Именем Санакулова названа улица в городе Джизаке.